# 上杉朝定 (扇谷上杉家)
上杉朝定（うえすぎ ともさだ，1525年（大永5年）—1546年5月19日（天文15年4月20日）），扇谷上杉家事实上的最末一任家督。

## 生平
大永5年（1525年）出生，父亲是上杉朝興。天文6年（1537年）4月父亲去世，继承家督。未久，为了对抗后北条氏，在武藏国府中（今天的調布市）・深大寺筑城（深大寺城）。然而北条氏纲把握住扇谷上杉家新任當主續位的契機，攻取了朝定所居的河越城。于7月败退後，改以松山城为居城。
天文10年（1541年），与长年對抗的宿敌・山内上杉家的上杉宪政言和，共同对抗北条氏康。
天文14年（1545年），朝定聯合骏河的今川义元构建北条包围网。接著义元率先举兵，氏康在骏河不得脱身之際，朝定联合宪政、古河公方足利晴氏，派出8万大军进擊河越城。即使時任河越城主的北条纲成世稱善戰，但聯軍已近乎攻陷了城池。然而天文15年（1546年）4月20日，氏康结束了同义元的征战，急行军迂回到联军背后並且发动總突袭（河越夜战），致使扇谷上杉军大败，联军四散奔逃，家督朝定亦陣亡，享年22。扇谷家夺回河越城的戰略至此成為泡影。
关于朝定由谁讨取、死亡状况如何均无记载。因此也有认为朝定是急病去世，而联军並非由北条军的奇袭，而是因朝定病死而自溃的说法。
朝定死后，扇谷上杉家断绝；庶流上杉憲勝曾向上杉謙信求援，图谋再兴扇谷家，但未久即向后北条氏投降。